# Rhytidoponera pulchella
Rhytidoponera pulchella is een mierensoort uit de onderfamilie van de Ectatomminae. De wetenschappelijke naam van de soort is voor het eerst geldig gepubliceerd in 1883 door Emery.